# داود شیخیان
داود شیخیان (۳۱ شهریور ۱۳۵۵ – ۲۳ خرداد ۱۴۰۴)‌ سرتیپ دوم سپاه پاسداران انقلاب اسلامی بود که تا زمان کشته شدنش فرمانده پدافند هوایی نیروی هوافضای سپاه پاسداران را برعهده داشت.‌

## یادداشت
1. ↑  پس از ترور، به سرتیپ پاسدار ترفیع داده‌شد.